# Togaparty

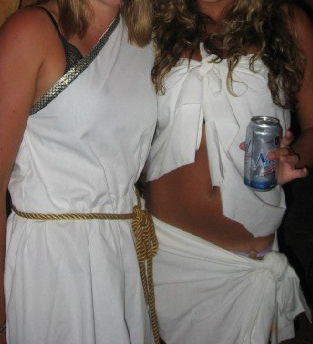
Togapartydeltagare i vit togaklädsel

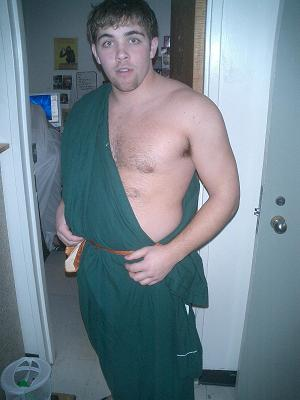
Man i toga

Ett togaparty är en fest där gästerna bär toga. Denna festform förekommer bland annat bland studenter, men är i dag ganska ovanlig.
Togapartyn blev kända och populära genom filmen Animal House (på svenska Deltagänget) från 1978 i regi av John Landis. Innan filmen var begreppet togaparty så gott som helt okänt, men företeelsen blev efter 1978 snabbt populär på amerikanska college. I filmen framställs togapartyn som mycket vilda fester med mycket alkohol.